# Goldie
För andra betydelser, se Goldie (olika betydelser).
Clifford Joseph Price, mer känd som Goldie, född 19 september 1965, är en engelsk drum and bass- och jungleartist. Han är också graffitiartist, skådespelare och DJ. Som skådespelare är han mest känd för sin medverkan i filmerna Snatch och The World is not Enough.
Han var med och skapade skivbolaget metalheadz och hade 1996 ett förhållande med Björk som varade i 5 månader.

## Diskografi
- Timeless – (1995)
- Saturnzreturn – (1998)
- Ring of Saturn – (1999)
- Goldie.co.uk – (2001)
- MDZ05 – (2005)
- Drum and Bass Arena: The Classics – (2006)
- Malice in Wonderland – (2007)
- Sine Tempus – (2008)